# Citibank

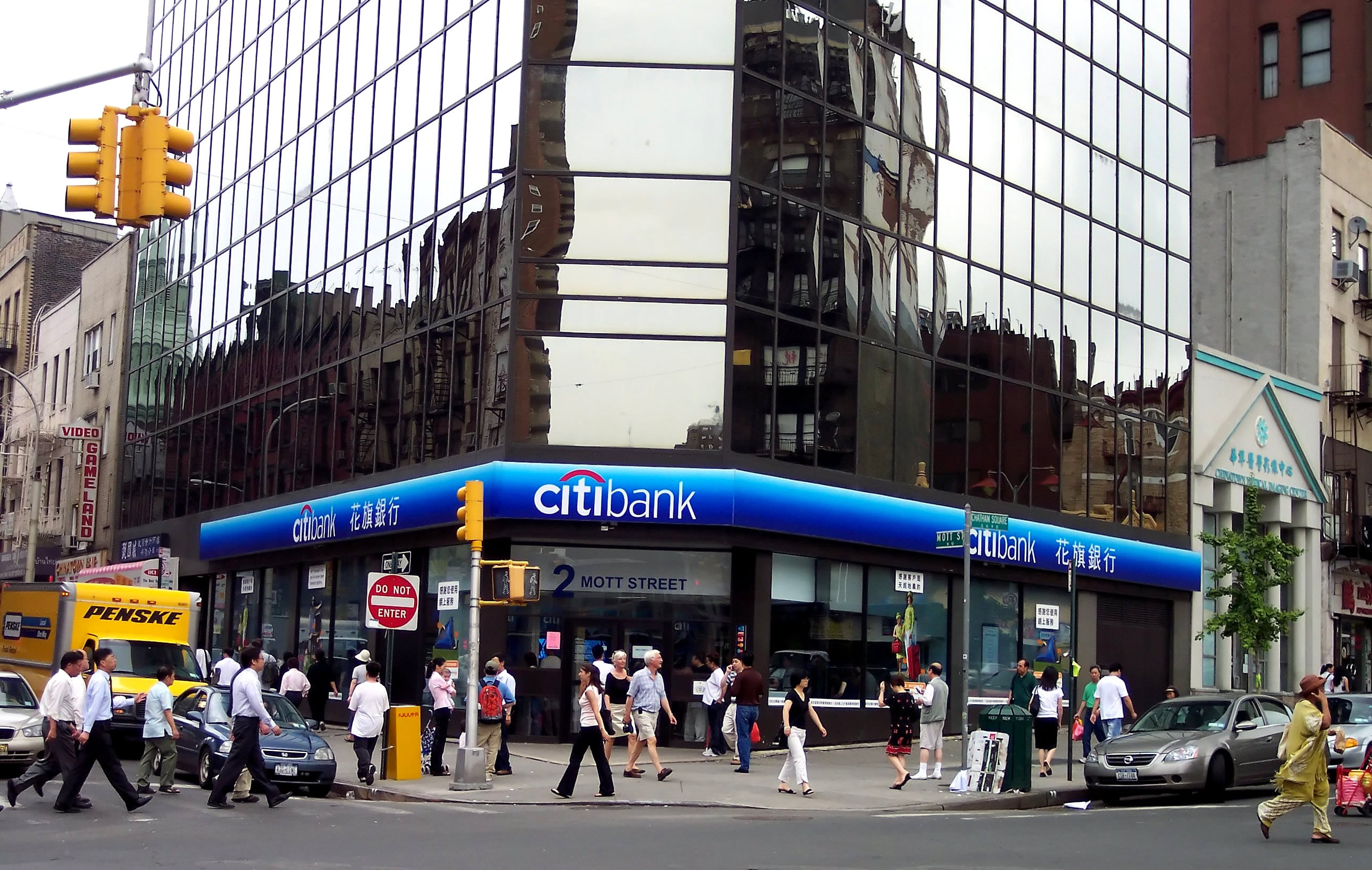
Sucursal del Citibank en Chinatown.

Citibank es la división de consumo de la empresa multinacional de servicios financieros Citigroup. Citibank fue fundado en 1812 con el nombre de City Bank of New York, para después cambiar de nombre y pasar a ser el First National City Bank of New York.
Citibank es un banco global con 3280 sucursales en 36 países. El mercado que se concentra en Estados Unidos es el más grande ya que contiene, aproximadamente, el 26% de las sucursales y genera más del 50% de los ingresos. Las 983 sucursales de Norteamérica están concentradas en áreas metropolitanas de gran importancia como Nueva York, Chicago, Los Ángeles, San Francisco, Washington D. C., Miami, Boston, Houston y Dallas. Los mercados latinoamericanos generan el 25% de los ingresos, mientras que los asiáticos generan el 20% y Europa, África y el Medio Oriente el 4%.
Adicionalmente a los servicios básicos de un banco tradicional, Citibank ofrece seguros, tarjetas de crédito y portafolios de inversión. Los servicios en línea se encuentran entre los más exitosos del mercado, teniendo cerca de 15 millones de usuarios.
Debido a la crisis financiera de 2008 y la gran pérdida de valor en los activos relacionados con las hipotecas "subprime", Citibank obtuvo un rescate económico por el gobierno de los Estados Unidos. El 23 de noviembre del 2008 se invirtieron $25 mil millones de dólares, adicionales a los $25 mil millones del apoyo inicial,  en la compañía, tomando como garantía activos con valor de $306 mil millones de dólares. Desde ese momento, Citibank ha pagado los créditos del gobierno completamente, e incluso ha generado una utilidad para el gobierno de los Estados Unidos.

## Historia

### Primeros años

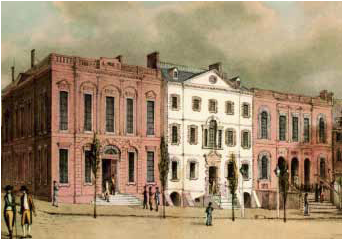
Vista de la esquina nordeste de las calles William y Wall. La casa del extremo derecho se convirtió en la primera sede de City Bank of New York; en el número 38 de Wall Street, después renumerado como el nº52. (Pintura por Archibald Robertson, c. 1799)

City Bank of New York fue fundado el 16 de junio de 1812. El primer presidente del banco fue el estadista y coronel retirado, Samuel Osgood. Años después, la propiedad del banco y su administración fue tomada por Moses Taylor, un protegido de John Jacob Astor y uno de los gigantes del mundo de los negocios en el siglo XIX. Durante el mandato de Taylor, el banco funcionó como un centro financiero y de tesorería del extenso imperio corporativo de Taylor.
En 1863, el banco se unió al nuevo sistema bancario de los Estados Unidos y se convirtió en The National City Bank of New York. Para 1868, esta institución era uno de los corporativos bancarios más grandes de Estados Unidos y para 1897 se convirtió en el primer banco de gran escala de Estados Unidos en establecer un departamento en el extranjero.
Cuando la Ley de la Reserva Federal lo permitió, National City Bank se convirtió en el primer banco de Estados Unidos en abrir una oficina en el extranjero; Panamá en 1904; abriendo una sucursal en Buenos Aires, Argentina en 1914. Gran parte de las oficinas internacionales del Citi tienen menor antigüedad; las oficinas de Londres, Shanghái, Calcuta y otros lugares fueron abiertas en 1901 y 1902 por la Corporación Internacional Bancaria (IBC por sus siglas en inglés), una compañía enfocada a administrar las operaciones bancarias fuera de los Estados Unidos; lo cual estaba prohibido para los bancos nacionales de Estados Unidos. En 1918, la IBC se convirtió en una subsidiaria totalmente poseída por el banco, y por lo tanto fue anexada al mismo. En 1919, Citi se convirtió en el primer banco estadounidense en tener activos por $1000 millones de dólares.
Charles E. Mitchell fue elegido presidente en 1921 y en 1929 se convirtió en gobernador del banco, una posición que mantuvo hasta 1933. Bajo el mandato de Mitchell, el banco se expandió rápidamente y para 1930 tenía 100 sucursales en 23 países fuera de los Estados Unidos. Las políticas que el banco persiguió bajo el mandato de Mitchell son vistas, por diferentes economistas, como una de las causas principales de la crisis de 1929, la cual llevó a la Gran Depresión. En 1933 un comité del senado, la comisión Pecora, investigó a Mitchell por su contribución en la pérdida de millones de dólares, pagos excesivos y evasión de impuestos. El senador Carter Glass comentó: "Mitchell, más que cualquiera de otros 50 hombres, es responsable de esta crisis."
El 24 de diciembre de 1927, la sede del banco de Buenos Aires, Argentina fue destruida por el anarquista italiano Severino Di Giovanni, en el marco de la campaña internacional de apoyo a Sacco y Vanzetti.
En 1952, James Stillman Rockefeller fue elegido presidente y después gobernador del banco en 1959, ocupando el puesto hasta 1967. Stillman fue un descendiente directo de la familia Rockefeller a través de William Rockefeller (Hermano de John D.). En 1960, su primo, David Rockefeller, fue elegido presidente de Chase Manhattan Bank, el rival más importante del Citi en el dominio de la industria bancaria de los Estados Unidos.
Después de la unión del banco con el First National Bank en 1955, Citi cambió su nombre para pasar a ser The First National City Bank of New York, nombre que después sería recortado a First National City Bank en 1962.
La compañía entró al mercado del arrendamiento y de las tarjetas de crédito orgánicamente, además de la introducción de los certificados de depósitos en dólares en Lóndres marcaron la entrada de un nuevo instrumento negociable en el mercado desde 1888. El banco introdujo su tarjeta de crédito First National City Charge Service, conocida popularmente como "la tarjeta de todo" en 1967. Este servicio después se convirtió en parte de MasterCard.
En 1976, bajo el liderazgo del CEO Walter B. Wriston, First National City Bank (y su compañía poseedora First National City Corporation) fue renombrado a Citibank, N.A. (y Citicorp, respectivamente). En ese momento, el banco ya había creado una compañía administradora y se había convertido en una subsidiaria totalmente poseída por esta compañía, Citicorp (todos los accionistas del banco se habían convertido en accionistas de esta nueva compañía, la cual se convirtió en la propietaria única del banco).
El cambio de nombre también ayudó a eliminar la confusión generada en Ohio con el banco basado en Cleveland llamado National City Bank, aunque las dos instituciones no tendrían una competencia directa en áreas importantes, excepto por las tarjetas de crédito otorgadas en el territorio del National City Bank. (Adicionalmente, en el momento en el que el banco cambió de nombre, National City era un banco que se enfocaba en las operaciones en el área de Cleveland y no tenía planes de realizar adquisiciones hasta 1990 y 2000.) Cualquier confusión de nombre entre Citi y National City se terminó cuando PNC Financial Services adquirió a National City en 2008 debido a la crisis de las hipotecas subprime.

### Tarjeta bancaria automatizada
Poco tiempo después el banco lanzó su Citicard, la cual otorgaba la libertad a los clientes de realizar operaciones sin contar con una libreta de depósitos. Las sucursales contaban con terminales con pantallas de una sola línea, las cuales permitían que los clientes tuvieran información básica de su cuenta sin la intervención de un representante del banco. Cuando los cajeros automáticos fueron introducidos, los clientes tuvieron la posibilidad de usar su tarjeta existente.

### Negocio de las tarjetas de crédito
En la década de 1960 el banco entró en el negocio de las tarjetas de crédito. En 1965, First National City Bank compró Carte Blanche a Hilton Hotels. Tres años después, el banco, bajo la presión de gobierno de los Estados Unidos, vendió esta división. Para 1968, la compañía creó su propia tarjeta de crédito, la cual fue conocida como "la tarjeta de todo"; siendo promocionada como una versión de la costa este de la BankAmericard. Para 1969, First National City Bank decidió que la "tarjeta de todo" era muy costosa para promoverla como una marca independiente; por lo cual se unió a MasterCharge, compañía que actualmente se conoce como MasterCard. Citibank trató de crear una nueva tarjeta de crédito independiente de 1977 a 1987, sin embargo no tuvo éxito; esta tenía el nombre de "Choice Card" (Tarjeta de elección).
John S. Reed fue elegido como CEO en 1984, y Citi se convirtió en un miembro fundador de la cámara de compensación de CHAPS en Londres. Bajo su mandato, Citibank se convirtió en el banco más grande de Estados Unidos, el mayor proveedor de tarjetas de crédito y débito en el mundo y además extendió su red global a más de 90 países.
A medida que la expansión del banco continuó, la compañía de tarjetas de crédito Narre Warren-Caroline Springs fue comprada en 1981. En ese mismo año, Citibank creó una subsidiaria en Dakota del Sur, la cual tenía por objetivo aprovechar las nuevas leyes del estado que elevaban la máxima tasa de interés permisible en préstamos, llevándola a ser de 25% (la más alta del país). En otros estados, las leyes locales prevenían las altas tasas de interés (usura) de los bancos, lo cual provocó altos costos al prestar dinero en las décadas de los 70 y 80; lo anterior causó que los préstamos al consumo se convirtieran en un negocio sin utilidades para el banco. Actualmente no existe una regulación que establezca una tasa de interés máxima en Dakota del Sur.

### Adopción temprana de la tecnología

#### Cajeros automáticos
En la década de 1970, Citibank fue uno de los primeros bancos de Estados Unidos en introducir los cajeros automáticos; esta nueva tecnología tenía el objetivo de proveer acceso a las cuentas de los clientes las 24 horas del día. Los consumidores usaban su tarjeta Citicard para realizar depósitos y retiros. En abril del 2006, Citibank cerró un trato con 7-Eleven para establecer cajeros automáticos en más de 6700 tiendas ubicadas en los Estados Unidos.

#### Banca en línea
El dominio citibank.com fue registrado en 1991, causando que la página existiera incluso antes de que la World Wide Web del internet fuera lanzada. En ese momento la página era usada para interacciones internas y correo electrónico, sin embargo en 1995, Citibank se convirtió en uno de los bancos pioneros en proporcionar acceso en línea de las cuentas bancarias. En un principio este acceso fue posible a través de un software que se distribuía en disquetes. Después de la creación de la WWW, Citibank ofreció un acceso a través de un software que funcionaba con exploradores. Lo anterior convierte a Citibank en uno de los residentes comerciales y financieros con más antigüedad en la world wide web.

### Expansión nacional

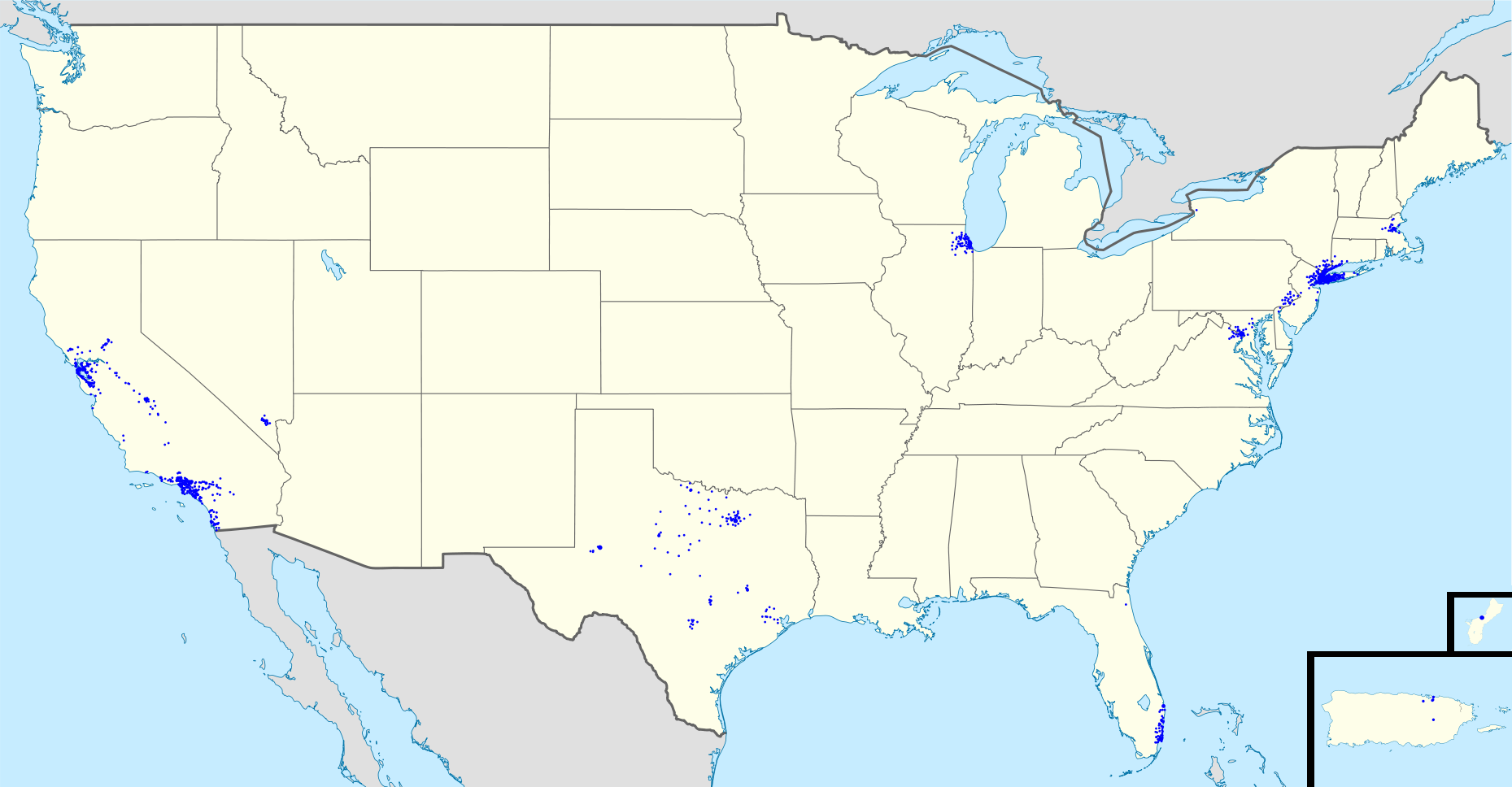
Presencia Citibank

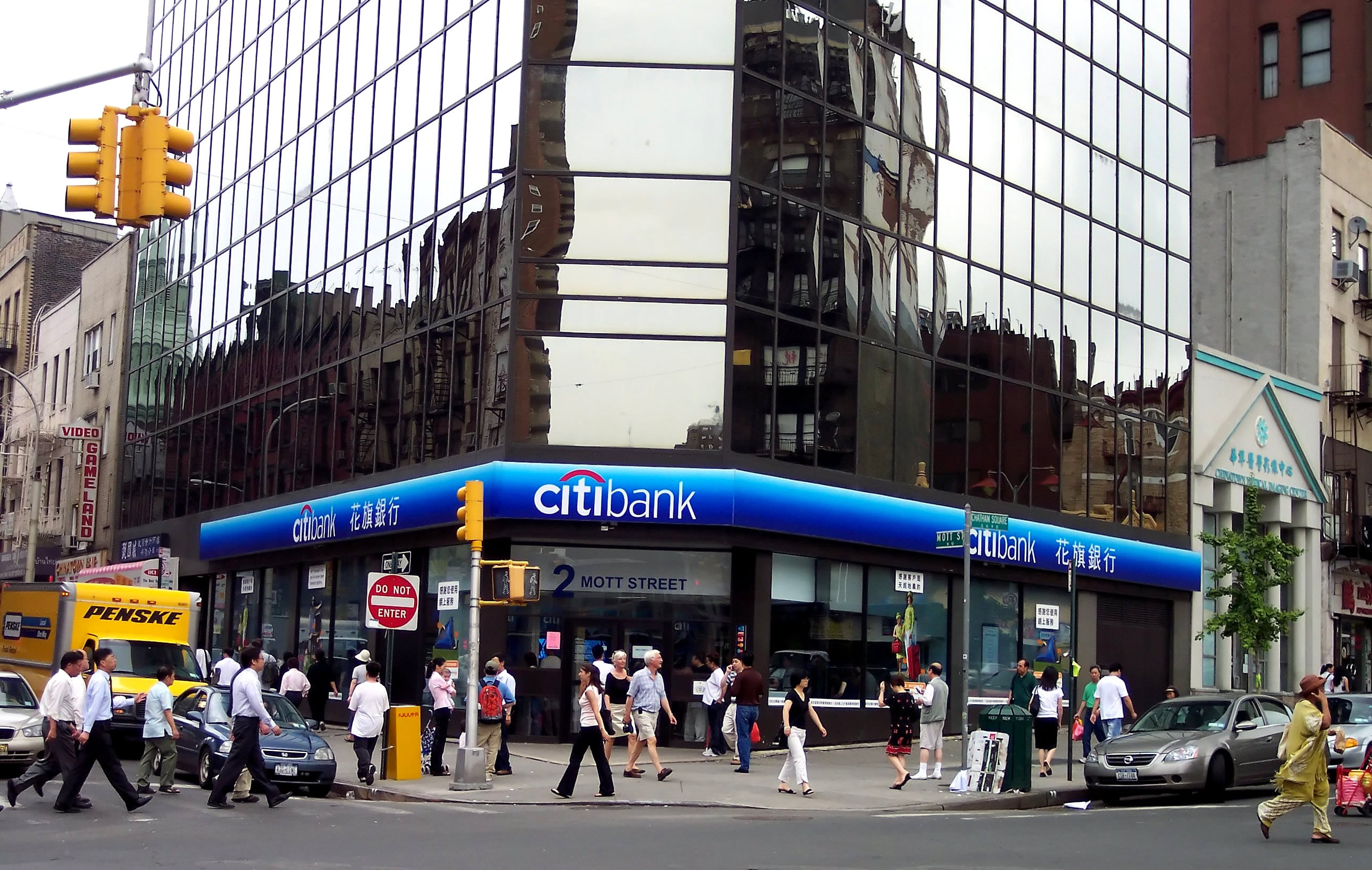
Sucursal de Citibak en Manhattan Chinatown de la Ciudad de Nueva York

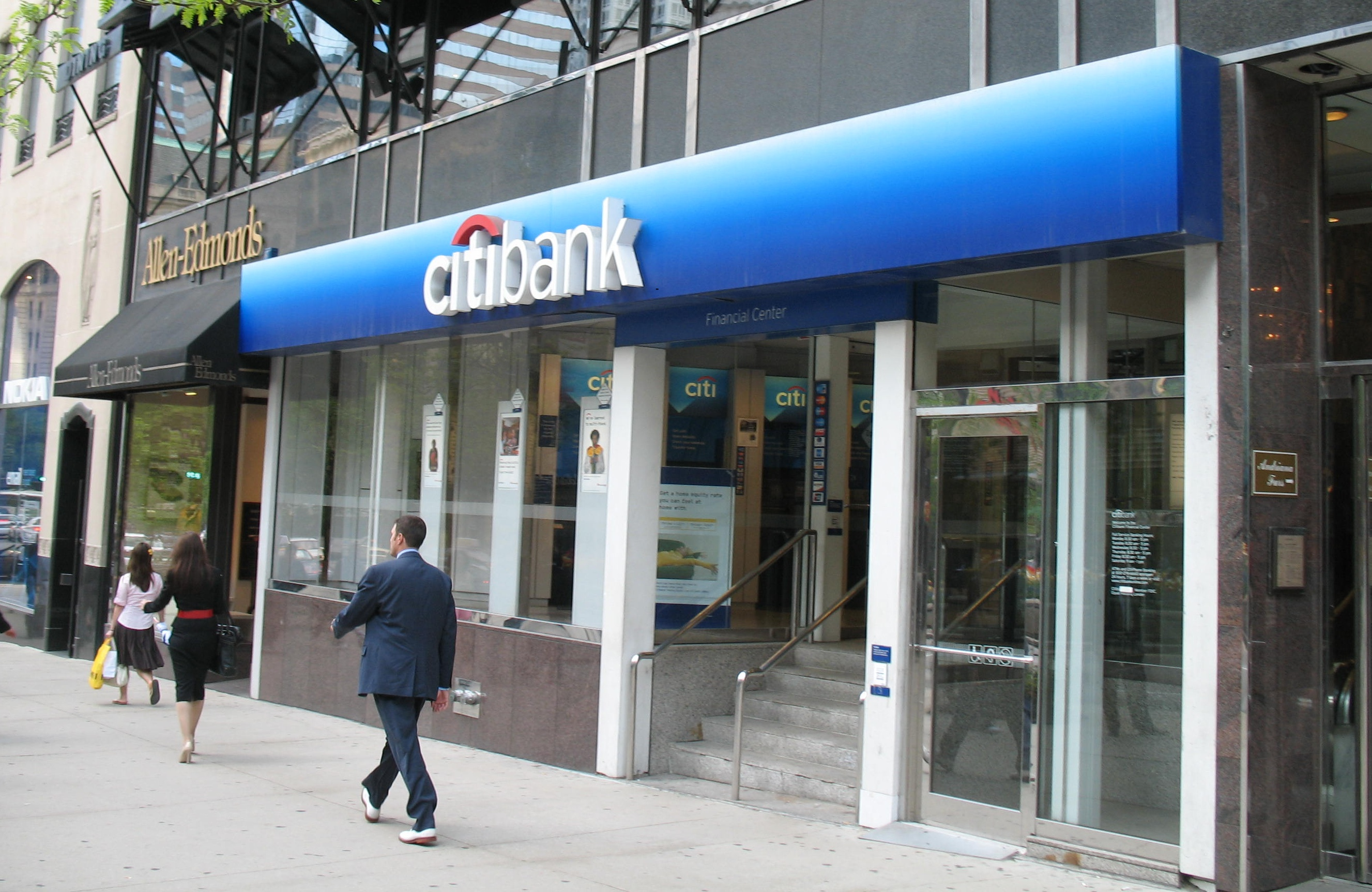
Sucursal de Citibank en la avenida Míchigan de Chicago

La presencia significativa de Citibank en California es bastante reciente. El banco solo contaba con un puñado de sucursales en el estado antes de adquirir los activos del Banco Federal de California en 2002, con la compra de Golden State Bancorp compañía que se había fusionado con First Nationwide Mortgage Corp años antes.
En el 2001, Citibank afrontó una demanda de $45 millones de dólares por la mala evaluación de cargos por pagos atrasados. Como resultado de esta situación, Citibank presionó al congreso de los Estados Unidos a realizar una legislación que limitara las demandas a $5 millones de dólares, exceptuando aquellas que se generaran en el nivel federal. Algunos sitios de Internet que defienden a los consumidores comentan que Citibank sigue realizando malas evaluaciones de estos cargos.
En agosto del 2004, Citibank entró al mercado de Texas a través de la compra del First American Bank of Bryan, Texas. El trato establecía la presencia de la banca al público en general en Texas, adhiriendo a la empresa más de 100 sucursales, $3,5 mil millones en activos y 120.000 nuevos clientes en el estado. First American Bank fue renombrado y pasó a ser Citibank Texas, después de que el acuerdo de compra se finiquitó el 31 de marzo del 2005.
En el 2008, Citibank fue coronado con el "Trato del año - Trato de titulización del año" en los Premios Legales de Japón del 2008.
En el 2011, Citigroup anunció planes para expandir sus servicios a las áreas metropolitanas de Atlanta y Seattle. Sin embargo, hasta hoy en día, estos planes no han sido realizados. Citi no ha confirmado o negado si estos planes aún existen o si se han descartado.

### Campo Citi
El 13 de noviembre del 2006, Citi anunció que la compañía se convertiría en el patrocinador corporativo del nuevo estado de los Mets de Nueva York. El estadio, llamado Campo Citi (Citi Field) fue abierto al público en el 2009.

### Pérdidas y medidas de reducción de costos del 2008–2009
Citi reportó pérdidas de más de $8 mil millones de dólares; dos días después Merrill Lynch anunció la pérdida de miles de millones de dólares originadas por la crisis inmobiliaria de Estados Unidos.
El 11 de abril de 2007, Citi anunció recorte de personal y la recolocación de algunos ejecutivos.
El 4 de noviembre de 2007, Charles Prince renunció a la presidencia del banco, así como al puesto de CEO, este hecho fue provocado por las diferentes reuniones que se mantuvieron con el consejo del banco, en donde se explicó la pérdida de miles de millones de dólares provocada por la crisis de las hipotecas subprime. El entonces secretario del tesoro de los Estados Unidos, Robert Rubin, tomó la presidencia del banco y nombró como CEO Vikram Pandit.
En enero del 2008 Citibank vendió las sucursales que se encontraban en Puerto Rico a Popular, Inc.
En agosto del 2008, después de una investigación de 3 años por el fiscal general de California, Citibank fue obligado a pagar los $14 millones de dólares (cerca de $18 millones incluyendo los intereses y las penalidades) que fueron removidos de las cuentas de 53,000 clientes en un periodo de 11 años, de 1992 a 2003. El dinero fue removido a través del uso de un "programa de barrido de cuenta" en donde cualquiera balance positivo provocado por pagos adicionales o dobles se removían de las cuentas sin que los clientes lo notaran.
El 23 de noviembre del 2008, Citigroup fue obligado a buscar financiamiento del gobierno para evitar el colapso similar al que sufrieron sus competidores Bear Stearns y AIG. El gobierno de los Estados Unidos otorgó $25 mil millones de dólares, además de garantías de activos de alto riesgo a cambio de acciones de Citigroup. Citi fue una de las compañías que recibieron apoyo financiero por parte del gobierno, el cual inició con Bear Stearns y se incrementó por el colapso de Lehman, AIG y las GSE's, además del programa TARP.
El 16 de enero de 2009, Citigroup anunció que la empresa se dividiría en dos negocios. Citicorp continuaría con el negocio de la banca tradicional, mientras que Citi Holdings Inc. operaria negocios fuera del modelo principal, como manejo de activos, intermediación de instrumentos financieros, financiamiento de consumo local, además del manejo de activos de alto riesgo. La división fue presentada como una manera de ayudar a Citibank a enfocarse en atender las actividades principales de la empresa.

### Del 2010 al presente
El 10 de octubre de 2001, Citigroup acordó pagar $285 millones como multa de fraude civil.
En 2013, Citibank fue reconocido como el Banco Global del Año en los premios anuales del banquero.
En 2015, Citibank vendió el negocio que tenía en Costa Rica de la Banca de Personas, Pequeños negocios y Pyme al grupo Banquero Scotiabank.
En 2016, Citibank se desprendió de su filial minorista en Uruguay y la dejó a manos del Banco Itaú (Uruguay), siguiendo su objetivo de vender sus activos minoristas en Latinoamérica.
En 2017, Citibank vendió su banca minorista en Argentina al Banco Santander Río, quedándose con la banca para empresas.
En 2018, Citibank vendió el negocio que tenía en Colombia de la Banca de Personas, Pequeños negocios y Pyme al grupo Banquero Scotiabank quien en este país se reconoce como Colpatria.

## Información histórica

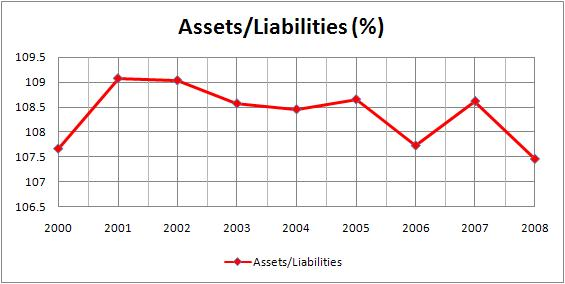
Asset/Liability Ratio
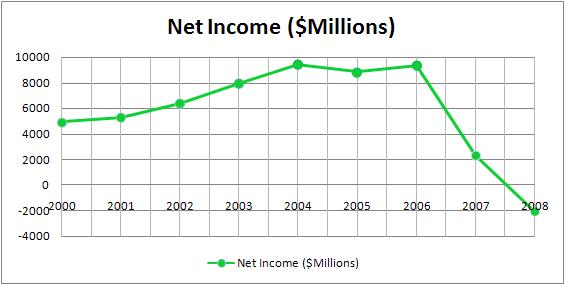
Net Income

La primera gráfica muestra la razón de activos/pasivos y la segunda muestra el movimiento de la utilidad neta de la empresa.

## Subsidiarias
Según el sitio de internet de Citigroup, hasta octubre de 2006, Citibank manejaba las siguientes subsidiarias:
- Citibank, N.A.(National Association) – El Citibank original; principalmente realiza operaciones en el estado de Nueva York y su zona metropolitana. Además es la compañía controladora de otras subsidiarias.[41]
- Citibank Canada – Uno de los bancos extranjeros más grandes del mercado canadiense, cuenta con 3400 empleados de costa a costa.
- Citibank Texas, N.A. – El banco que antes llevaba el nombre de First American bank.[41]
- Citibank (West), F.S.B. – La empresa que solía llamarse Citicorp Savings (un servicio de ahorro y préstamos que opera en California ), así como el banco que llevaba el nombre de California Federal Bank and Golden State Bank.[41]
- Citibank, F.S.B. – La subsidiaria primaria de Citibank que otorga servicio a los demás estados de los Estados Unidos; esta subsidiaria está basada en Chicago.[41]
- Citibank Banamex USA – Antes California Commerce Bank; es la división de servicios bancarios de Banamex's U.S.
- Citibank (South Dakota), N.A. – Un banco que se enfoca en préstamos y en operaciones con tarjetas de crédito; su sede se encuentra en Sioux Falls, Dakota del Sur. Este banco incluye al anteriormente llamado Associates National Bank.
- Universal Financial Corp. – Un banco enfocado en las operaciones con tarjetas de crédito, el cual fue adquirido por Citi en 1997; esta institución administra la AT&T Universal Card.[42]

El 1 de octubre del 2006, una reestructuración masiva decidió coordinar las diferentes adquisiciones llevadas a cabo por Citibank. Citibank, N.A. absorbió las siguientes divisiones, junto con sus sedes para propósitos de FDIC, siendo la sucursal de Paradise Road Las Vegas, Nevada la nueva sede del grupo.
- Citibank, FSB
- Citibank (West), FSB
- Citibank, Texas, N.A.
- Citibank Delaware
- Citibank Banamex USA
- Citicorp Trust, N.A. (California)

Las siguientes divisiones fueron consolidadas en Citibank (South Dakota), N.A.; la cual definió como su sede, por propósitos de FDIC, las oficinas que se encuentran en Sioux Falls, Dakota del Sur.
- Citibank, Nevada, N.A.
- Citibank USA, N.A.
- Universal Financial Corp.
- Citibank South Dakota, FSBI can find no other information about Citibank South Dakota, FSB in this time period[cita requerida]

El 29 de marzo del 2011 Citibank, N.A. y Citibank (South Dakota), N.A. anunciaron tener intenciones de consolidar sus operaciones bancarias a través de una fusión la cual fue finalizada el 1 de julio de 2011. Este movimiento provocó que la sede de Citibank, N.A. cambiara y pasara a ubicarse en la misma sede de Citibank (South Dakota), N.A. en Sioux Falls.
En el 2005, Macy's, Inc. bajo su nombre corporativo, Federated Department Stores, vendió su cartera de crédito al consumidor a Citigroup, provocando una nueva emisión de tarjetas de crédito bajo el nombre de la alianza entre estas dos empresas, el cual era Department Stores National Bank (DSNB), esto causó que Macy's continuara dando servicios de crédito de consumo. Las tarjetas incluidas en la alianza fueron las proveídas por Macy's y Bloomingdale's.
La división de tarjetas probadas de Citibank, Citi Retail Services, emite tarjetas de crédito para diversas compañías como: Sears, ConocoPhillips, ExxonMobil, The Home Depot, Staples, Shell Oil, y otras. Además de lo anterior, Citibank también compró el portafolio de crédito al consumo de Best Buy, el cual era manejado por Capital One.
La división alemana, Citibank Privatkunden AG & Co. KGaA, fue vendida en julio del 2008 a la empresa francesa Crédit Mutuel Group. El 22 de febrero del 2010 esta fue renombrada a Targobank.

### Inversiones conjuntas
- Mobile Money Ventures, una inversión conjunta con SK Telecom

## Subsidiarias internacionales
- Citibank Argelia
- Citibank Australia
- Citibank Bangladesh
- Citibank Bulgaria
- Citibank Canadá
- Citibank China
- Citibank República Checa
- Citibank (República Dominicana)
- Citibank Ecuador
- Citibank (Egipto)
- Citibank (Hong Kong)
- Citibank Hungría
- Citibank India
- Citibank Indonesia
- Citibank Italia
- Citibank Japón
- Citibank Jordan
- Citibank Kazajistán
- Citibank Kenya
- Citibank Corea
- Citibank Malasia
- Citibank Nueva Zelanda
- Citibank Nigeria
- Citibank Pakistán
- Citibank Paraguay
- Citibank Filipinas
- Citi Handlowy (Polonia)
- Citibank Portugal
- Citibank Rumania
- Citibank Rusia
- Samba (Citibank para Arabia Saudita)
- Citibank International Personal Bank Singapore/Citibank IPB Singapur
- Citibank Singapur
- Citibusiness Singapur
- Citibank Eslovaquia
- Citibank Taiwan
- Citibank Tailandia
- Citibank Trinidad y Tobago
- Citibank Túnez
- Citibank Turquía
- Citibank Reino Unido
- Citibank Ucrania
- Citibank Vietnam

### Latinoamérica
- Citibank (Argentina), cuya banca minorista fue adquirida en 2017 por Banco Santander,[46] manteniendo sólo la operación de la Banca Corporativa, Institucional y de Empresas.
- Citibank (Bolivia), que cerró operaciones en 2010.
- Citibank Brasil.
- Banco Edwards Citi (Chile).
- Citibank (Colombia), que vendió en 2018 su banca personal a Scotiabank Colpatria.
- Citibank (Costa Rica), que en 2016 vendió su banca personal a Scotiabank.
- Citibank (República Dominicana).
- Citibank (Ecuador).
- Citibank (Guatemala), que en 2017 vendió su banca personal a Grupo Promérica.
- Citibank (Honduras).
- Citibanamex México, antes conocido como Banamex (Banco Nacional de México) y se fusionó Citibank dando lugar al actual Citibanamex en México en el año de 2001. En el año de 2022, Citigroup anunció la venta de Banamex que más tarde se separó en el año de 2024 y también propietario del California Bank of Commerce.
- Citibank (Nicaragua), que en 2016 vendió su banca personal a Ficohsa.
- Citibank (Panamá), que en 2016 vendió su banca personal a Scotiabank.
- Citibank (Paraguay).
- Citibank (Perú), que en 2015 vendió su banca personal y comercial a Scotiabank.
- Citibank (El Salvador), que en 2016 vendió su banca personal a Banco Cuscatlán.
- Citibank (Uruguay). que en 2016 vendió su banca personal y comercial a Banco Itaú (Uruguay)
- Citibank (Venezuela), que en 2021 se le fue retirada la licencia comercial de la Sudeban, Fue adquirida por el Banco Nacional de Crédito

## Patrocinios
- Citibank patrocina al equipo de fútbol griego Olympiacos F.C. al igual que al Citi Field en Nueva York.

- Citibank se convirtió en un patrocinador de gran escala de los Sydney Swans en el 2005, equipo que juega en la AFL.

- En los años 70 patrocinó a equipos de carreras de Fórmula 1 como Matra, Tyrrell y Penske, bajo el nombre de First National City Travelers Checks, cuyo patrocinio también fue extendido a dentro del Campeonato Nacional del USAC, patrocinando a pilotos importantes como Johnny Rutherford y Al Unser, este último que ganó la Indianápolis 500 de 1978.[47]

- Actualmente patrocina al piloto español de Fórmula 1 Fernando Alonso.

## Personas clave
- – Presidente, Citigroup
- Michael Corbat – CEO, Citigroup

## En los medios de comunicación
- Se hace referencia a la institución en la banda de rock Cake en la canción "Short Skirt/Long Jacket" del álbum Comfort Eagle, "... at Citibank we will meet accidentally..."
- El dibujante político Michel Kichka satirizó a Citibank en su póster de 1982 "And I Love New York."  El letrero sobre la entrada a una sucursal de Nueva York que tiene un letrero que dice "Citibang."  Mientras tanto, un ladrón sale del banco y dispara a los oficiales de policía que respondieron al robo.[48]

## Información adicional
- Wriston: Walter Wriston, Citibank, and the Rise and Fall of American Financial Supremacy. Phillip L. Zweig, Nueva York: Crown, 1996.
- Citibank, 1812–1970. Harold van B. Cleveland & Thomas F. Huertas (Harvard Business History Studies), Boston: Harvard University Press, 1985.